# Drouwenerzand (natuurgebied)

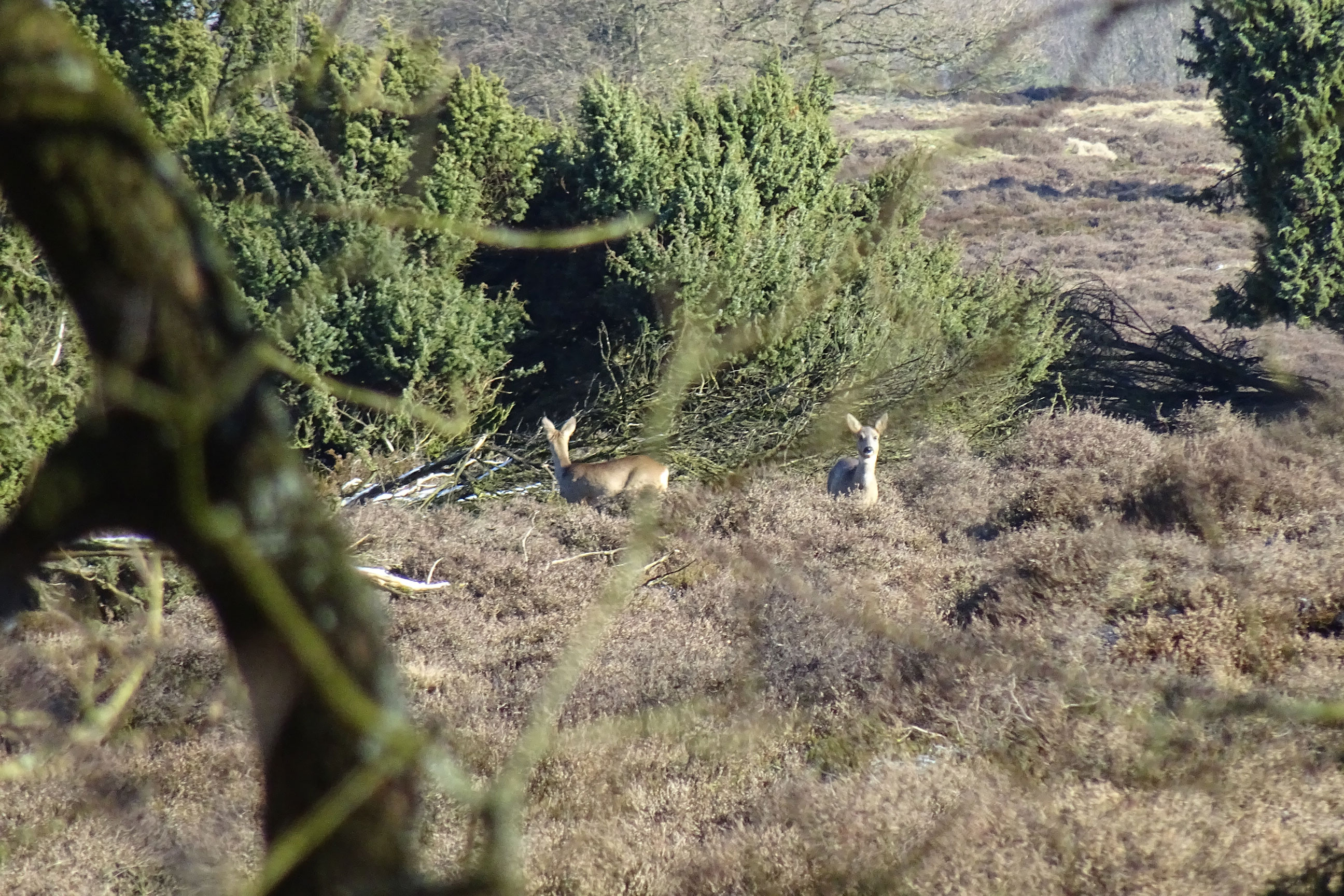
Reeën op het Drouwenerzand

Het Drouwenerzand is een natuurgebied met stuifzanden, grotendeels gelegen in de Nederlandse gemeente Borger-Odoorn en voor een klein gedeelte in de gemeente Aa en Hunze. Het is een Natura 2000 gebied en werd in 2009 aangewezen als aardkundig monument.

## Geschiedenis
Het Drouwenerzand ligt tussen Drouwen en Gasselte, op de Hondsrug. Het stuifzandgebied is in de loop der tijd ontstaan door overbegrazing, het steken van heideplaggen en het delven van keien. De Drentse schrijver Harm Tiesing noemde het Drouwenerzand een 'geducht natuurverschijnsel'. Tot het begin van de 20e eeuw werd de weg tussen Gasselte en Drouwen regelmatig bedolven onder het stuifzand en was dan nauwelijks begaanbaar.

### Een landmeting in 1813
Op 13 maart 1813 werd de grens tussen de voormalige gemeente Gasselte en de buurgemeenten vastgesteld. Het hele traject van ruim 36 kilometer werd lopend afgelegd door de landmeter J. Eisveld vergezeld door de schulten en twee aanwijzers per gemeente (Gasselte, Gieten, Wildervank, Borger en Rolde). Het gebied van het Drouwenerzand werd door middel van zandbergen op de kaart ingetekend (zie afbeelding). In 1819 ging de gouverneur van Drenthe Petrus Hofstede akkoord met het opgemaakte proces-verbaal, waardoor ook de gemeentegrens tussen Gasselte en Borger over het Drouwenerzand definitief werd vastgelegd.
Daardoor kwam het grootste gedeelte van het Drouwenerzand binnen de toenmalige gemeente Borger te liggen en een klein gedeelte binnen de toenmalige gemeente Gasselte. Inwoners uit het in de gemeente Borger gelegen Drouwen noemde het gebied echter het Gasselterzand, inwoners van de gemeente Gasselte spraken over het Drouwenerzand. Dat zou er op kunnen wijzen, dat geen van beide dorpen de zandvlakte, in die tijd, een aantrekkelijk gebied vonden.

### Een beschrijving uit 1843
De drie podagristen omschreven het gebied in 1843 nog als volgt:
Wij bereikten een dorre en doodsche zandzee, allerakeligst van een rei naakte duinen en belten doorsneden en ingesloten, 't Is hier zoo bar en ongezellig, dat er een groote mate van kloekmoedigheid toe behoort, om niet van vrouwelijke angst en vreeze aan elk zijner hoofdhairen een glinsterende zweetdruppel te zien hangen. Wie ietwat met bijgeloof behebt is, komt ligt in verzoeking om dees vlottende, malende zandzee te houden voor 't voormalig tooneel, niet van één, maar van duizenden moorden, doodslagen, en wat ijsselijke en bloedige misdaden gij meer wilt.

### De ontginning
Een groot deel van het gebied is in de 20e eeuw bebost, maar een gedeelte van het stuifzandgebied is bewaard gebleven. Het initiatief tot bebossing van het Drouwenerzand kwam in 1903 van de Oranjebond van Orde, een antisocialistische organisatie, die de gronden van het Drouwenerzand had aangekocht met steun van de Kwartguldenvereniging. Het aangelegde bos werd ook wel het Oranjebos genoemd, naar deze Oranjebond van Orde. De feitelijke bebossing is in het begin van de 20e eeuw uitgevoerd door de Heidemaatschappij. Ten noordoosten van het zandgebied is - in het Drouwenerzand - een heidegebied met een karakteristiek jeneverbesstruweel ontstaan.

## Natuur
Het gebied, met bossen, hei en zandverstuivingen, wordt beheerd door het Drentse Landschap, die er een kudde Drentse heideschapen laat grazen. Kenmerkend voor het gebied zijn de jeneverbesstruwelen. Van de planten zijn het zandblauwtje, het grasklokje, de wilde tijm en de stekelbrem opvallend. De jeneverbes, de wilde tijm en de stekelbrem staan op de Nederlandse rode lijst van bedreigde plantensoorten. De driehoornmestkever komt vanwege de schapenmest veelvuldig in het gebied voor. Daarnaast is het gebied aantrekkelijk voor vogels als de bergeend, de tapuit en de holenduif, de boomleeuwerik en de roodborsttapuit. Ook betrekkelijke weinig in Nederland voorkomende vogels als de grauwe klauwier en de klapekster worden er regelmatig gesignaleerd. Voorts valt het grote aantal heivlinders op. Van deze dieren behoren de tapuit, de grauwe klauwier en de klapekster tot de bedreigde vogelsoorten en de heivlinder tot de bedreigde dagvlinders.

### Brand
Op 30 april 2017 werd een deel van het natuurgebied van ruim twee hectare door brand verwoest. Het betreft een gebied, dat enkele honderden meters ten zuiden van het Wanderswoud en het Horstmannsbos is gelegen.

## Recreatie
In de twintigste eeuw werden aan de randen van het gebied diverse recreatiebedrijven gesticht. Aan de zuidwestzijde de Alinghoek in Drouwen, aan de westzijde het Drouwenerzand en de Kwartjesberg, aan de noordwestzijde de Berken, aan de noordzijde de Hoefslag (inmiddels plaatsgemaakt voor de uitbreiding van het dorp Gasselte) en aan de noordoostzijde het Wanderswoud en het Horstmannsbos. Het Horstmannsbos herinnert aan de vroegere eigenaar van het desbetreffende perceel bosland, de Gasselternijveense textielkoopman Liborius Johannes Horstmann (1886-1960).

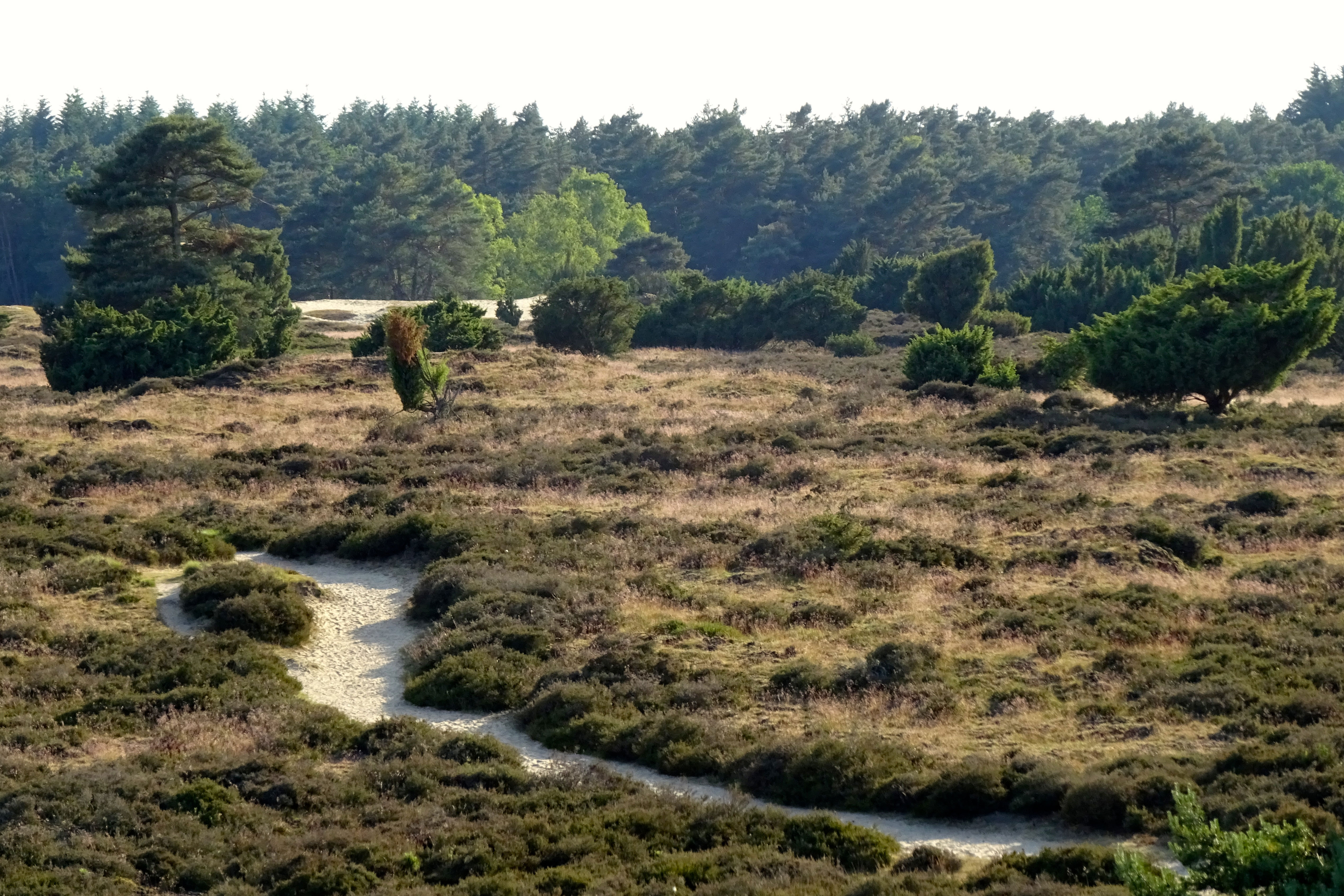
Het Drouwenerzand
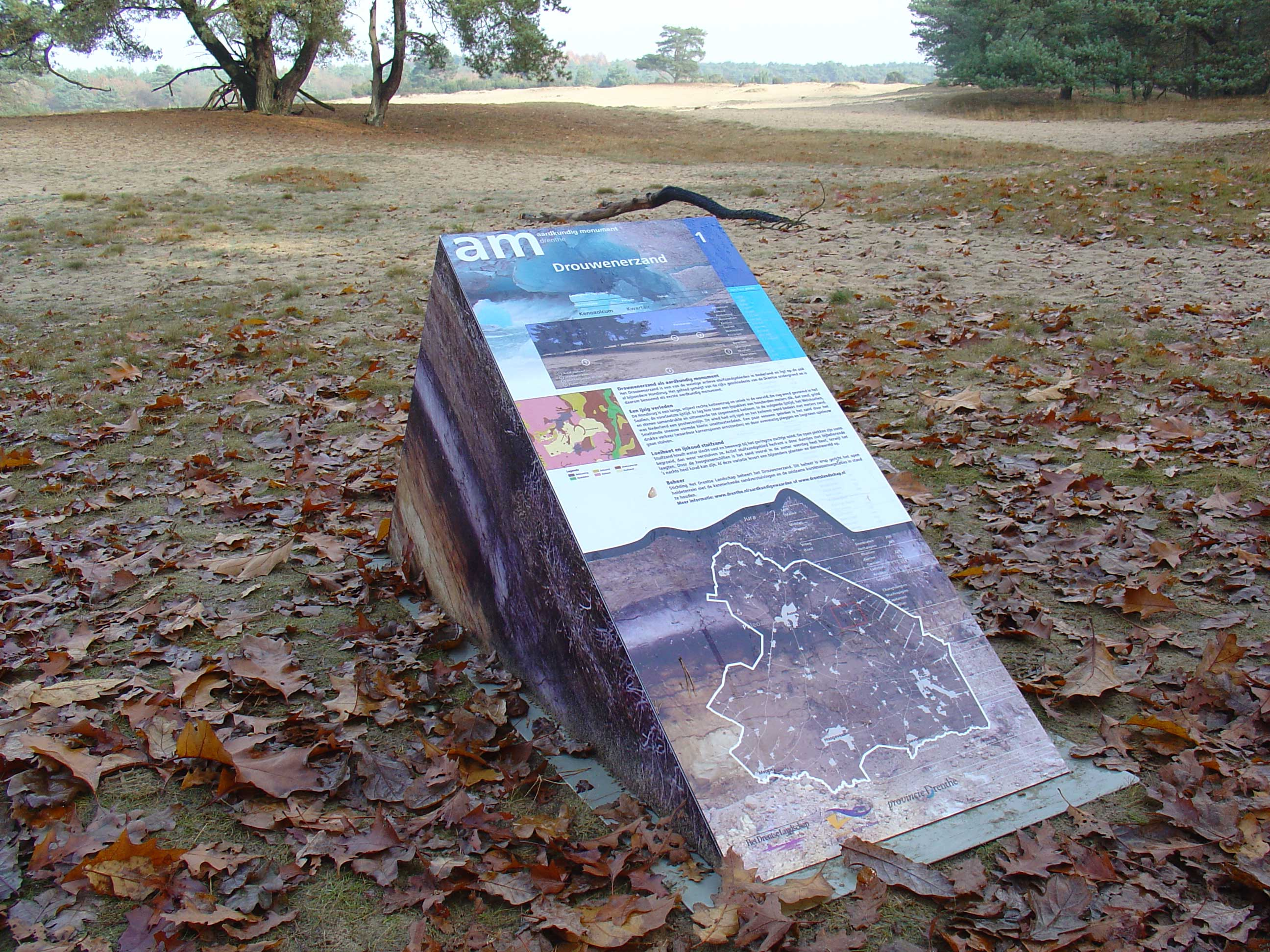
Informatie object aardkundig monument het Drouwenerzand
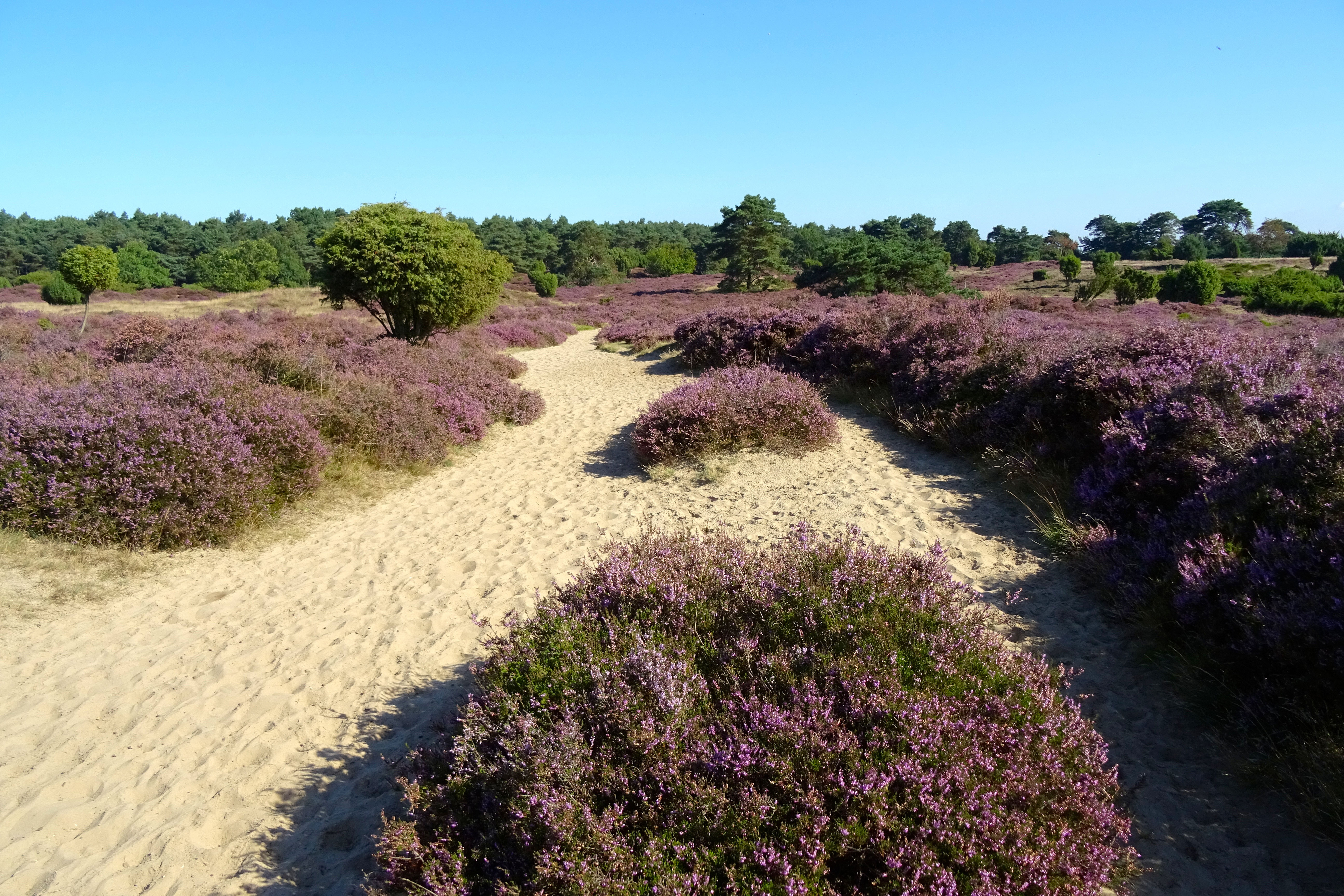
Heide en jeneverbessen op het Drouwenerzand

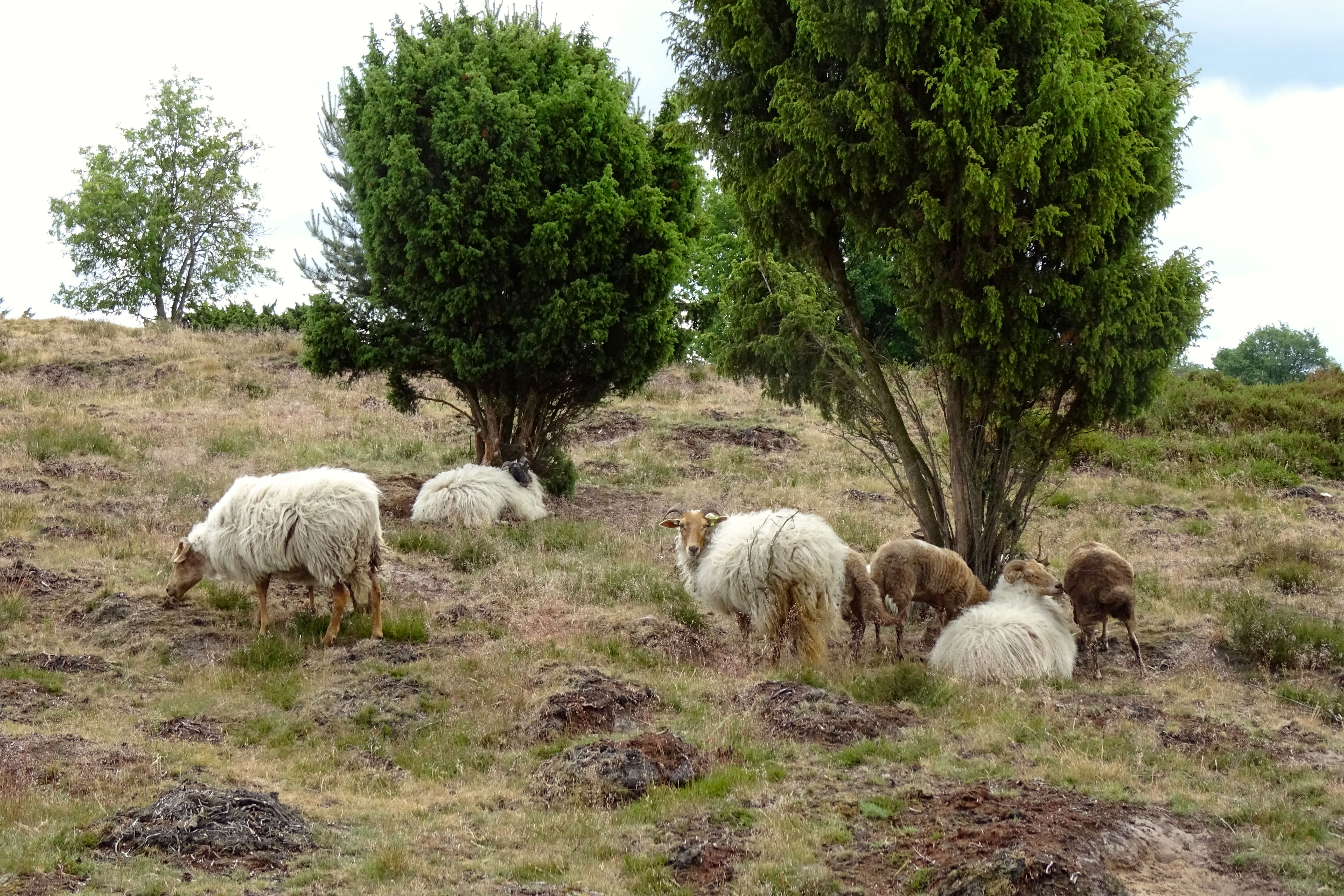
Drentse heideschapen op het Drouwenerzand
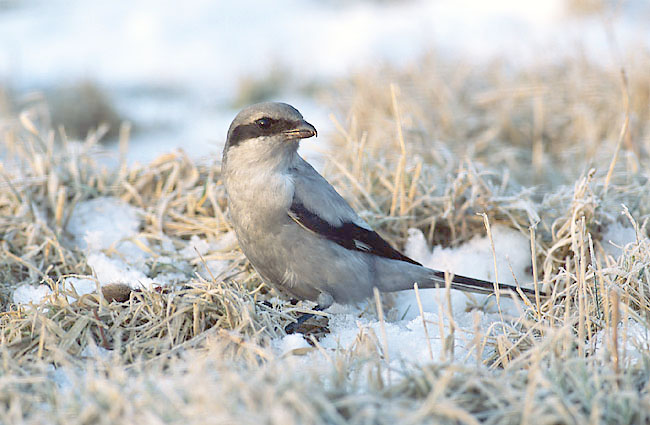
Klapekster
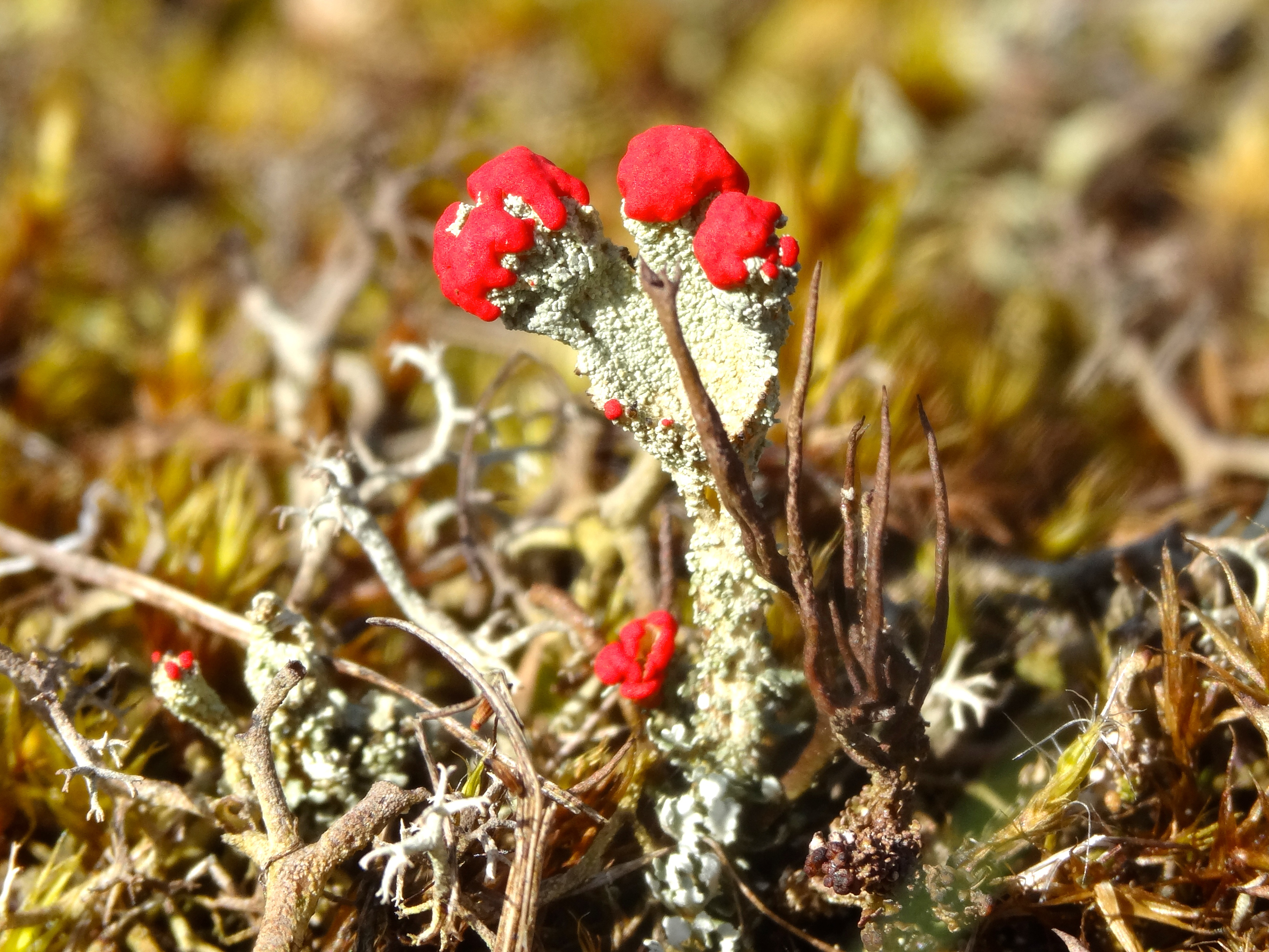
Rood bekermos

Aamsveen (gebiedsnummer 55)
· Abdij Lilbosch & voormalig Klooster Mariahoop (151)
· Abtskolk & De Putten (162)
· Achter de Voort, Agelerbroek & Voltherbroek (47)
· Arkemheen (56) 
· Bakkeveense Duinen (17)
· Bargerveen (33)
· Bekendelle (63)
· Bemelerberg & Schiepersberg (156)
· Bergvennen & Brecklenkampse Veld (46)
· Biesbosch (112)
· Binnenveld (voorheen Bennekomse Meent) (65)
· Boddenbroek (52)
· Het Bossche Broek (132)
· Boetelerveld (41)
· Boezems Kinderdijk (106)
· Borkeld (44)
· Boschhuizerbergen (144)
· Botshol (83)
· Brabantse Wal (128)
· Broekvelden, Vettenbroek & Polder Stein (104)
· Bruine Bank (168)
· Brunssummerheide (155)
· Bunder- en Elslooërbos (153)
· Buurserzand & Haaksbergerveen (53)
· Canisvlietse Kreek (125)
· Coepelduynen (96)
· De Bruuk (69)
· Deelen (14)
· De Alde Feanen (13)
· De Wilck (102)
· Deurnsche Peel & Mariapeel (139) 
· Dinkelland (49)
· Doggersbank (164)
· Donkse Laagten (107)
· Drents-Friese Wold & Leggelderveld (27)
· Drentsche Aa-gebied (25)
· Drouwenerzand (26)
· Duinen Ameland (5) 
· Duinen Den Helder-Callantsoog (84)
· Duinen en Lage Land Texel (2) 
· Duinen Goeree & Kwade Hoek (101) 
· Duinen Schiermonnikoog (6) 
· Duinen Terschelling (4) 
· Duinen Vlieland (3) 
· Dwingelderveld (30)
· Eemmeer & Gooimeer Zuidoever (77)
· Eilandspolder (89)
· Elperstroomgebied (28)
· Engbertsdijksvenen (40) 
· Fochteloërveen (23)
· Friese Front (166)
· Gelderse Poort (67)
· Geleenbeekdal (154)
· Geuldal (157)
· Grensmaas (152)
· Grevelingen (115)
· Groot Zandbrink (80)
· Groote Gat (124)
· Groote Peel (140) 
· Groote Wielen (9)
· Haringvliet (109)
· Holtingerveld (29)
· Hollands Diep (111)
· IJsselmeer (72)
· Ilperveld, Varkensland, Oostzanerveld & Twiske (92)
· Kampina & Oisterwijkse Vennen (133)
· Kempenland-West (135)
· Kennemerland-Zuid (88)
· Ketelmeer & Vossemeer (75)
· Klaverbank (165)
· Kolland en Overlangbroek (81)
· Kop van Schouwen (116)
· Korenburgerveen (61)
· Krammer-Volkerak (114)
· Kunderberg (158)
· Landgoederen Brummen (58)
· Landgoederen Oldenzaal (50)
· Langstraat (130)
· Lauwersmeer (8)
· Leekstermeergebied (19)
· Leenderbos, Groote Heide & De Plateaux (136)
· Lemselermaten (48)
· Lepelaarplassen (79)
· Leudal (147)
· Liefstinghsbroek (21)
· Lingegebied en Diefdijk Zuid (70)
· Loevestein, Pompveld & Kornsche Boezem (71)
· Lonnekermeer (51)
· Leemkuilen (131)
· Loonse en Drunense Duinen (131)
· Maasduinen (145)
· Maas bij Eijsden (167)
· Manteling van Walcheren (117)
· Mantingerbos (31)
· Mantingerzand (32)
· Markermeer & IJmeer (73)
· Markiezaat (127)
· Meijendel & Berkheide (97)
· Moerputten (132)
· Meinweg (149)
· Naardermeer (94)
· Nieuwkoopse Plassen & De Haeck (103)
· Noorbeemden & Hoogbos (161)
· Noordhollands Duinreservaat (87)
· Noordzeekustzone (7) 
· Norgerholt (22)
· Oeffelter Meent (141)
· Olde Maten & Veerslootslanden (37)
· Oostelijke Vechtplassen (95)
· Oosterschelde (118)
· Oostvaardersplassen (78)
· Oude Maas (108)
· Oudegaasterbrekken, Fluessen en omgeving (10)
· Oudeland van Strijen (110)
· Polder Westzaan (91)
· Polder Zeevang (93)
· Regte Heide & Riels Laag (134)
· Roerdal (150)
· Rottige Meenthe & Brandemeer (18)
· Sallandse Heuvelrug (42)
· Sarsven en De Banen (146)
· Savelsbos (160)
· Schoorlse Duinen (86)
· Sint-Jansberg (142)
· Sint Pietersberg & Jekerdal (159)
· Sneekermeergebied (12)
· Solleveld & Kapittelduinen (99)
· Springendal & Dal van de Mosbeek (45)
· Stelkampsveld (60)
· Strabrechtse Heide & Beuven (137)
· Swalmdal (148)
· Teeselinkven (59)
· Uiterwaarden IJssel (38)
· Uiterwaarden Lek (82)
· Uiterwaarden Neder-Rijn (66)
· Uiterwaarden Waal (68)
· Uiterwaarden Zwarte Water en Vecht (36)
· Ulvenhoutse Bos (129)
· Van Oordt's Mersken (15)
· Vecht- en Beneden-Reggegebied (39)
· Veerse Meer (119)
· Veluwe (57)
· Veluwerandmeren (76)
· Vlakte van de Raan 163)
· Vlijmens Ven (132)
· Vogelkreek (126)
· Voordelta (113) 
· Voornes Duin (100) 
· Waddenzee (1) 
· Weerribben (34)
· Weerter- en Budelerbergen & Ringselven (138)
· Westduinpark & Wapendal (98)
· Westerschelde & Saeftinghe (122)
· Wieden (35)
· Wierdense Veld (43)
· Wijnjeterper Schar (16)
· Willinks Weust (62)
· Witte en Zwarte Brekken (11)
· Witte Veen (54)
· Witterveld (24) 
· Wooldse Veen (64)
· Wormer- en Jisperveld & Kalverpolder (90)
· Yerseke en Kapelse Moer (121)
· Zeldersche Driessen (143)
· Zoommeer (120)
· Zouweboezem (105)
· Zuidlaardermeergebied (20)
· Zwanenwater & Pettemerduinen (85)
· Zwarte Meer (74)
· Zwin & Kievittepolder (123)